# Estaleiro Mauá
Estaleiro Mauá é o mais antigo estaleiro privado brasileiro, sendo superado apenas pela estatal Arsenal da Marinha do Brasil  que foi fundado em 1808. Localiza-se na península da Ponta da Armação, em Niterói.

## História

### Antecedentes
A sua origem é a empresa anglo-brasileira Estabelecimento de Fundição e Estaleiros da Ponta d' Areia, localizada em Niterói, Rio de Janeiro, e foi comprada em 11 de agosto de 1846 por Irineu Evangelista de Sousa, o Barão de Mauá.
Entre 1850 a 1861, o estaleiro produziu 72 navios. Quase um terço da frota naval brasileira utilizada na Guerra do Paraguai foi construída na Ponta D'Areia. Outros navios foram destinados à cabotagem, e outros para a empresa de navegação amazônica do Barão de Mauá. Alguns dos navios encomendados pela Marinha foramː Corveta Vapor Recife (1849), Vapor de Rodas D. Pedro (1849), Corveta Pedro II (1850), Vapor Paraense (1851), Vapor Fluminense (1852), dentre outros.
Em 1857, houve um grande incêndio no estaleiro, tendo o Governo feito um empréstimo de 300 contos de réis ao Barão. Com dificuldades no pagamento do empréstimo, o estaleiro se torna uma simples oficina de consertos e encerra as atividades em 1877.

### Companhia Comércio e Navegação (CCN)

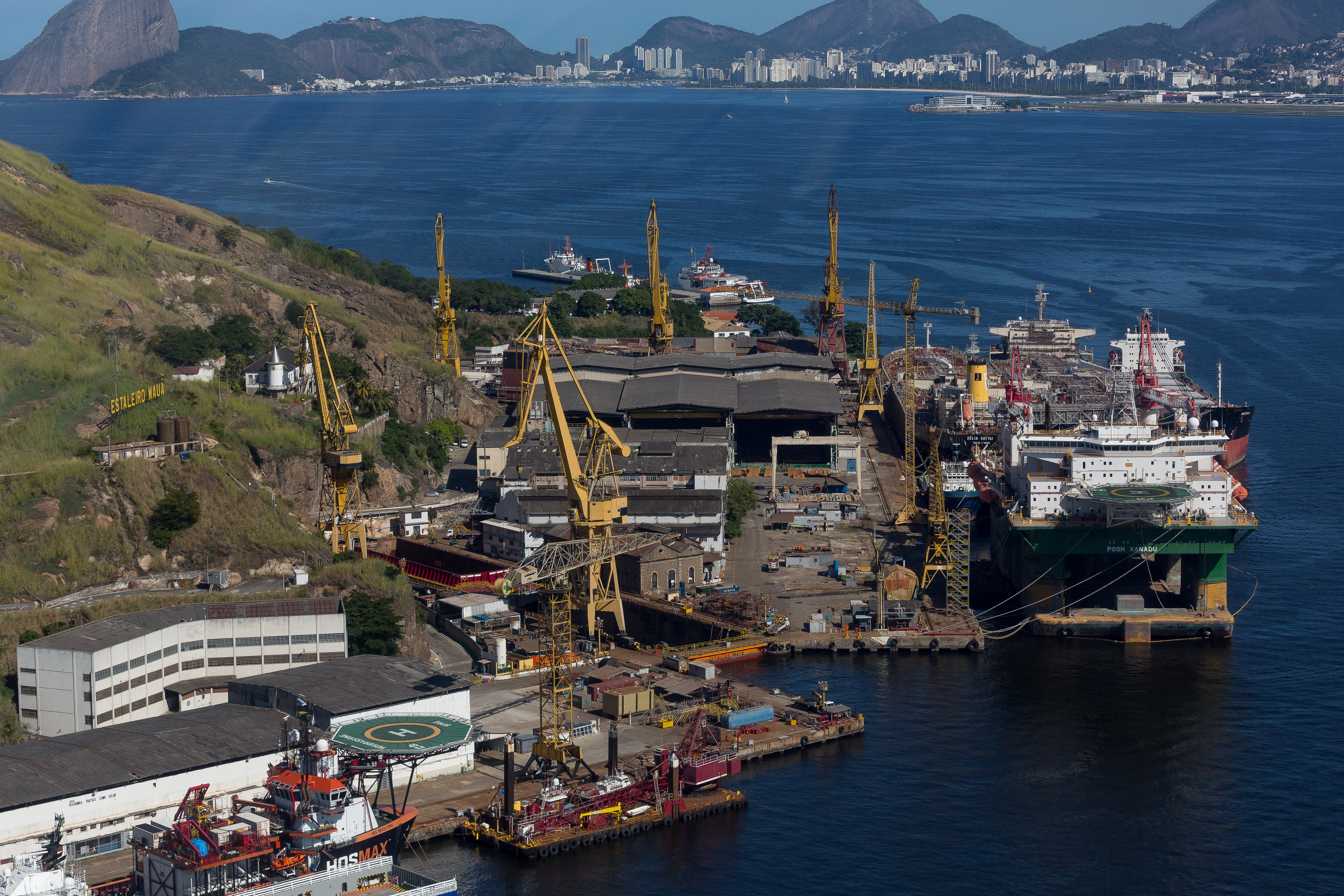

Em 1905, a instalações do estaleiro foram adquiridas pela Companhia Comércio e Navegação (CCN).
Em 1911, é inaugurado um dique seco na Ponta D’ Areia, que foi denominado Lahmeyer, em homenagem ao Dr. Furquim Lahmeyer, engenheiro que coordenou a construção e era o presidente da companhia.
Em 1935, um grupo chefiado por Mário de Almeida, Antônio Ferraz, Amandino Câmara e o Comendador Martinelli, assumiu o controle da empresa.
Na década de 1950, o estaleiro foi assumido por Paulo Ferraz.
Em 1961, foi lançado ao mar o Ponta D’ Areia, primeiro navio construído no Brasil em termos industriais.
A primeira plataforma do Brasil, a P-1, foi construída em 1968 no estaleiro.
Na década de 1970, a companhia ganha projeção internacional e muda seu nome para Estaleiro Mauá, tendo construído navios para Alemanha. Estados Unidos, Grécia, Escócia e Chile. A empresa atingiu o seu pico de produção em 1973, com a fabricação de 12 navios de médio porte.
Na década de 1980, com a crise econômica, o estaleiro enfrentou dificuldades. Foram construídos dois navios patrulha para a Marinha do Brasil em 1987, o Graúna, casco P–40; e o Goiana, casco P–41.
Com o fim do financiamento para a indústria naval, o estaleiro Mauá parou as construções. A companhia passou a realizar apenas reparos e trabalhos nas oficinas.
De março de 1997 até dezembro de 1998, o estaleiro foi arrendado pelo grupo SEAPAR. De 1999 até setembro de 2000, o estaleiro foi arrendado pela Marítima Construções Navais.
Em 2000 a empresa realizou um joint-venture com o também estaleiro Jurong Shipyard de Singapura, dando origem a empresa Mauá Jurong S/A (MJ) . A nova companhia além da construção e reparos de navios, tem como especialização a construção de plataformas para exploração de petróleo e gás. A parceria foi encerrada em outubro de 2007
O estaleiro continua em funcionamento, mesmo com a crise instalada no setor de construção naval do Brasil.

## Produção recente de navios
O Programa de Modernização e Expansão da Frota (Promef) da Transpetro, reativou a construção de navios no estaleiro Mauá Jurong como segue: 
- Celso Furtado, petroleiro (2010)
- Sérgio Buarque de Holanda, petroleiro (2010)[9]
- Rômulo Almeida, petroleiro (2011)[10]
- José Alencar,  petroleiro (2011)[11]
- Anita Garibaldi, petroleiro (2012)[12]
- Irmã Dulce, em conclusão
- Zélia Gattai, em conclusão

## Unidade flutuante de armazenamento e transferência
FPSOs construídos para a Petrobras.
- P-43 em operação desde 2004 no campo petrolífero de Barracuda, [13]
- P-48 em operação desde 2005 no campo petrolífero de Barracuda/Caratinga [14]
- P-50 em operação desde 2006 no Campo petrolífero de Albacora Leste[15]
- P-5
- P-1